# Сан Ђовакино (Лече)
Сан Ђовакино (итал. San Giovacchino) је насеље у Италији у округу Лече, региону Апулија.
Према процени из 2011. у насељу је живело 25 становника. Насеље се налази на надморској висини од 105 м.